# Hypotacha fiorii
Hypotacha fiorii is een vlinder uit de familie spinneruilen (Erebidae). De wetenschappelijke naam is voor het eerst geldig gepubliceerd in 1943 door Berio.
De soort komt voor in tropisch Afrika.